# Batalla

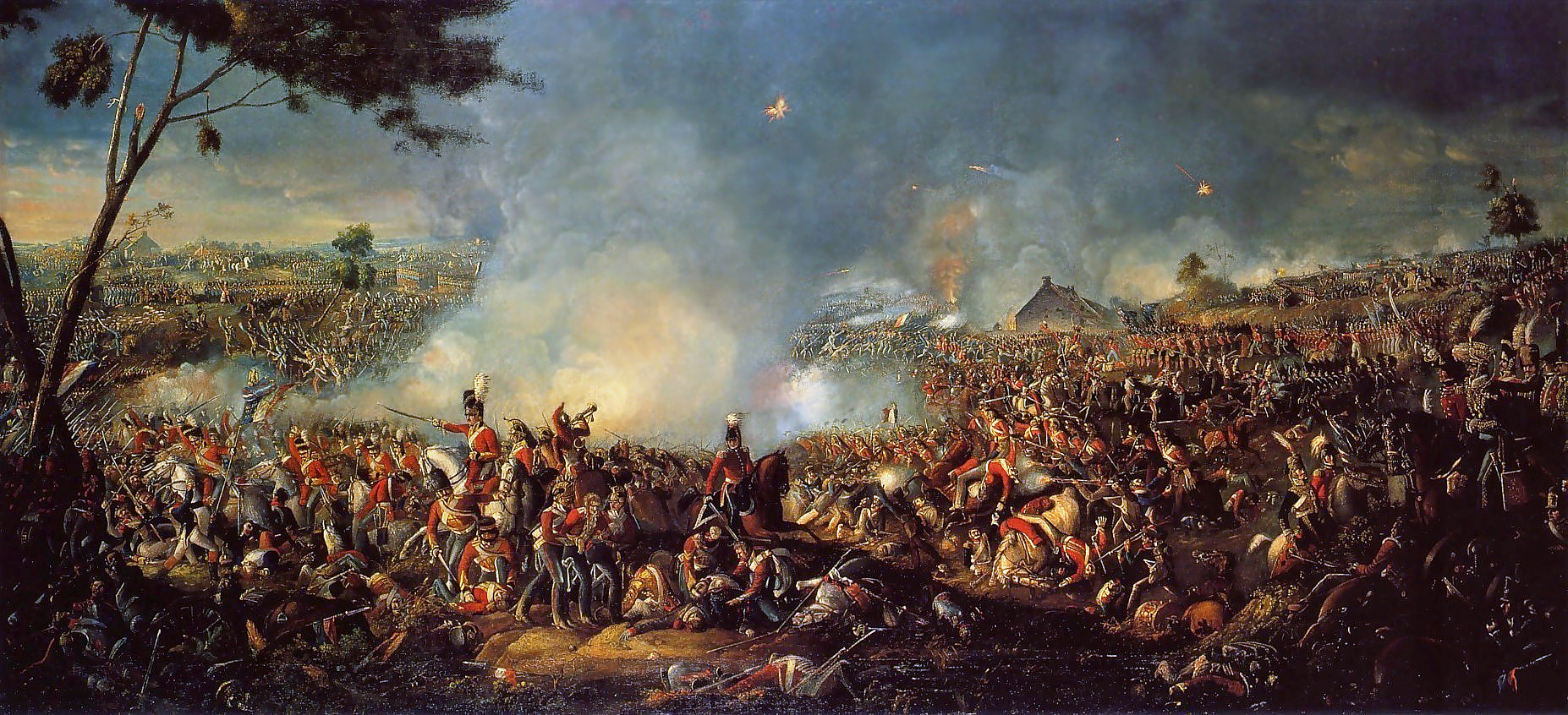
La batalla de Waterloo per William Sadler.

Una batalla és un combat entre dos o més contendents. Habitualment les batalles tenen lloc durant les guerres o les campanyes militars i normalment es poden definir amb precisió en termes de l'espai, el temps i l'acció duta a terme. Com que l'estratègia és considerada com una forma d'organització general s'associa sovint a les guerres o a les campanyes militars, en canvi la tàctica fa referència a accions concretes, això fa que estigui sovint lligada a les batalles. L'estrateg alemany Carl von Clausewitz manifestà que «l'ús de batalles per guanyar el final de la guerra» era l'essència de l'estratègia.

## Característiques d'una batalla
L'historiador militar britànic Sir John Keegan suggerí una definició ideal de batalla com «alguna cosa que succeeix entre dos exèrcits que duu a la desintegració moral i posteriorment física d'alguns d'ells». Aquesta definició permet incloure tota mena de batalles malgrat que l'origen i resultat siguin molt diferents.
L'objectiu d'una batalla és arribar a un resultat decisiu, que idealment és la victòria, però sovint l'estratègia i les circumstàncies tàctiques poden aconsellar una decisió de compromís. Es considera que una de les parts ha assolit la victòria quan el seu oponent s'ha rendit, s'ha dispersat, se l'ha forçat a retirar-se o ha deixat de ser militarment efectiu. Tot i així, una batalla pot finalitzar en una victòria pírrica que, en darrer terme, afavoreix a la part vençuda. Si en la batalla no s'arriba a cap resultat decisiu, el resultat és un punt mort. Un conflicte en què una de les parts no desitja arribar a obtenir una decisió en batalla sovint es converteix en insurgència.
Fins final segle xix la majoria de batalles eren de curta durada, habitualment d'unes poques hores i rarament de més d'un dia; la batalla de Gettysburg (1863) i la batalla de Leipzig (1813) foren excepcionals, ja que duraren tres dies. Aquest durada relativament curta era provocada per la dificultat del subministrament d'un exèrcit en campanya. Normalment la forma de perllongar una batalla era el setge. Des de final segle xix i especialment durant la I Guerra Mundial, amb l'aparició de la guerra de trinxeres, tornaren altre cop enfrontaments semblants al setge, on les batalles podien durar setmanes i mesos. En aquestes situacions els combats intensius eren breus i gairebé periòdics.
Les batalles poden ésser a petita escala, involucrant a un reduït nombre d'individus, o bé a gran escala, implicant així a grans exèrcits on milers d'homes lluiten alhora. L'espai que ocupa una batalla depèn de la capacitat ofensiva de les armes dels combatents. Fins a l'aparició de l'artilleria i, més endavant, de les aeronaus, l'espai on es desenvolupava una batalla no anava més lluny d'on arribava la vista. A més, la profunditat del camp de batalla també ha anat augmentant en la guerra moderna, amb unitats de protecció a la rereguarda (subministrament, artilleria, infermeria, etc.) que excedeixen en nombre a les tropes de combat avançades.
Generalment, les batalles són una multitud de combats individuals on l'individu només experimenta una petita part dels esdeveniments. Per al soldat d'infanteria, pot ser molt difícil distingir un combat com a part d'un assalt menor o com a part d'una ofensiva major, i és molt improbable que sigui capaç d'anticipar el curs de la batalla. Molt pocs soldats da la infantera britànica que varen estar presents en la batalla del Somme (iniciada l'1 de juliol de 1916), haurien anticipat que estarien lluitant en aquella batalla durant cinc mesos. A la inversa, algunes de les tropes d'infanteria que acabaven d'infligir una contundent derrota a l'exèrcit francès en la batalla de Waterloo, esperaven haver de tornar a lluitar l'endemà.

## Espai de batalla
Espai de batalla és un terme militar modern per a definir aquella estratègia unificada que integra i combina les forces armades amb el teatre militar d'operacions, incloent-hi tots els àmbits:terra, mar, aire, espai i informació. Això implica tenir en compte i comprendre tots aquells factors i condicions necessaris per obtenir la màxima força de combat, la màxima protecció o les màximes garanties d'èxit en l'execució d'una missió. Aquests factors impliquen el màxim coneixement possible de les forces aliades i enemigues, de les instal·lacions, del clima, del terreny i de l'espectre electromagnètic dins les zones on s'ha de desenvolupar l'acció.

## Factors que influeixen en una batalla
El desenvolupament d'una batalla i els seus resultats es veuen influïts per diversos factors. En termes generals, podem descriure els següents:
- Moral. L'estat d'ànim i la qualitat de les tropes afecta sensiblement el resultat d'una batalla. En les guerres mèdiques, per exemple, un exèrcit reduït, però molt ben instruït i amb una gran moral, va vèncer a un enemic molt més nombrós en la Batalla de les Termòpiles. Tot i que la qualitat d'un exèrcit està determinada a més de l'estat d'ànim, per l'equipament i l'entrenament rebut, en alguns casos, unitats sense disciplina i mal equipades, però amb la moral molt alta, han aconseguit importants victòries, com és el cas de diverses batalles de la revolució francesa.
- Armament. La tipologia de les armes, la seva qualitat, l'estat de manteniment, la munició, afecten considerablement el resultat de la batalla. No n'hi ha prou amb un armament de qualitat, ha de ser, a més, adequat per l'entorn. Un exemple és la  Guerra d'independència Escocesa en la qual, els anglesos, amb les seves armadures pesades van perdre enfront dels escocesos equipats d'una forma més senzilla.
- Disciplina. La disciplina de les tropes és un altre factor molt important. En la batalla d'Alèsia els romans venceren gràcies a la seva fèrria disciplina.
- Terreny. Les batalles també es poden decidir pel terreny on es desenvolupen per la qual cosa els contendents intenten treure'n el màxim profit. Es busquen accidents geogràfics que perjudiquin l'enemic o beneficiïn l'exèrcit propi. Per exemple, posicionar-se en un terreny elevat és un avantatge per a l'artilleria. Les característiques del terreny també afecten al camuflatge.
- Comandaments. L'alt comandament d'un exèrcit és factor decisius en la majoria dels enfrontaments. Els generals són responsables d'aprofitar el màxim els recursos i evitar caure en paranys i, a més, la seva habilitat dona confiança a la tropa i fa pujar la moral. Dos exemples són Juli Cèsar i Alexandre el Gran.

## Tipus de Batalla

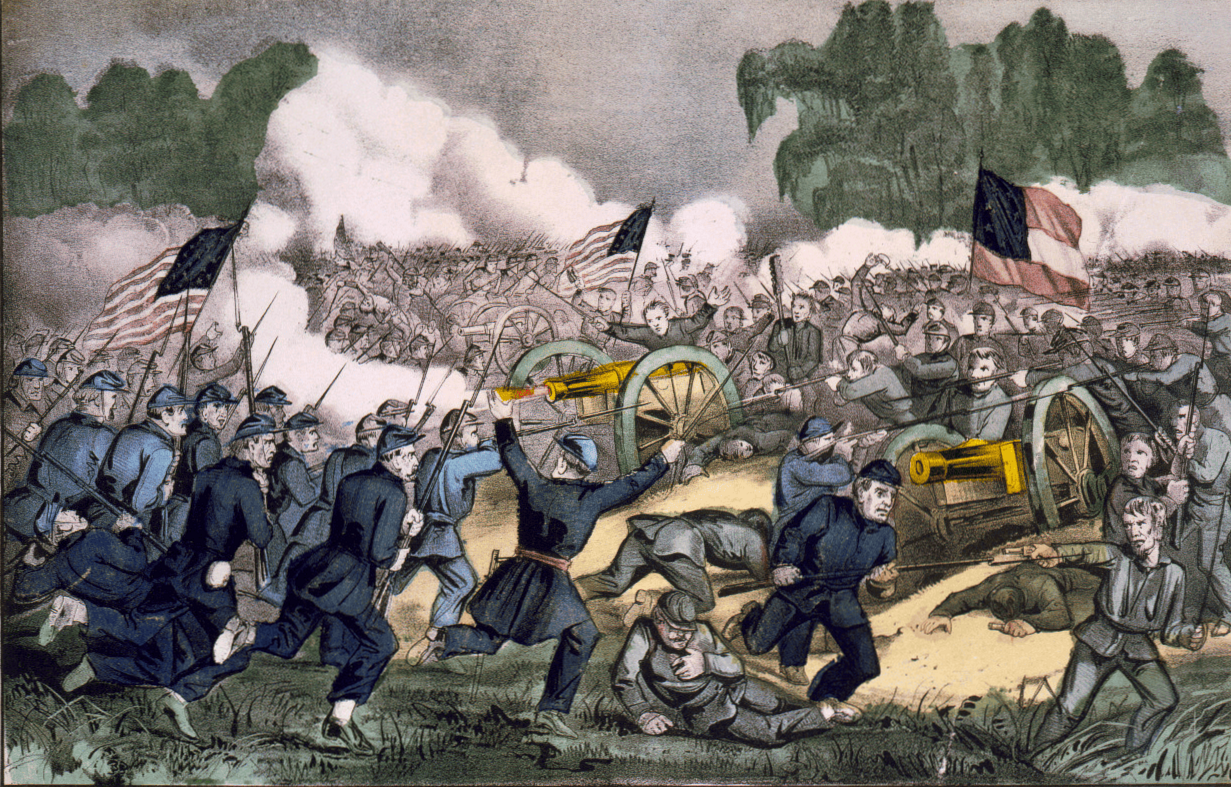
La batalla de Gettysburg, 1-3 de juliol del 1863, per Currier e Ives.

Les batalles poden tenir lloc a terra, mar o aire. Mentre que les batalles navals són anteriors al segle v aC, les batalles aèries només tenen un segle d'història sent la més emblemàtica la batalla d'Anglaterra el 1940. A partir de la Segona Guerra Mundial les batalles navals i terrestres s'han convertit en un suport aeri. Durant la caiguda de Berlín, aquesta fou brutalment enrocada sense que cap tropa terrestre o marítima hagués posat un peu en ella.
Hi ha diversos tipus de batalla:
- Una batalla de trobada és una batalla premeditada on ambdós contingents es troben al camps de batalla sense haver planificat cap tipus d'estratègia ofensiva o defensiva.
- Una batalla de desgast pretén infligir una major pèrdua de tropes a l'enemic que a les seves pròpies. Moltes batalles de la Primera Guerra Mundial foren d'aquest tipus com Verdun o Somme
- Una batalla de bretxa té com a objectiu principal destruir les defenses de l'enemic exposant els flancs, que queden en una posició més vulnerable i així poden ésser destruïts.
- Una batalla de circumval·lació - el Kesselschlacht de la Blitzkrieg alemanya- envolta l'enemic en una bossa. Els russos amb la seva superioritat numèrica utilitzaren molt aquesta tàctica.
- Una Batalla envoltant implica l'atac per un o dos flancs i un centre que aguanti les envestides de l'enemic. La batalla de Cannas n'és un gran exemple.
- Una batalla d'aniquilació és aquella on l'exèrcit derrotat és totalment destruït. Per exemple la batalla del Nil.
- Una batalla decisiva és la més important de totes perquè permet posar fi a les hostilitats com la batalla de Hastings o bé perquè determina un moment decisiu en aquella guerra com la batalla de Stalingrad.

## Diferències en les batalles terrestres en la història
- Tropes

Hi ha una diferència òbvia en la manera de lluitar en les batalles al llarg del temps. Les primeres batalles degueren ésser entre rivals totalment desorganitzats. Tanmateix, durant la batalla de Meguidó (segle xv aC) coneguda com la primera batalla documentada amb una font fidedigna, ja es pot observar com la disciplina real es va imposant en ambdós exèrcits.Això va continuar durant tota l'edat antiga i l'edat mitjana. Tanmateix, durant les Guerres de l'Imperi Romà, els bàrbars van continuar usant exèrcits molt desorganitzats però amb una gran moral.

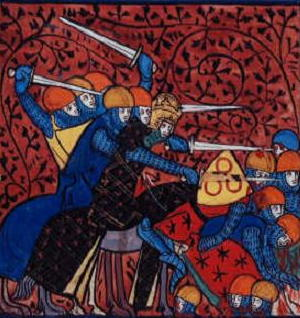
Batalla medieval.

A partir del Segle de les Llums, els exèrcits van començar a lluitar en línies altament disciplinades, on cadascuna seguia les ordres dels seus oficials i lluitava com una unitat sola en lloc de com a individus aïllats. Cada exèrcit estava dividit en regiments, batallons, companyies i patrulles. Aquests exèrcits marxarien alineats i en divisions. Els Estats Units durant la Guerra d'Independència dels Estats Units també van utilitzar aquesta tàctica i a Europa, durant les Guerres Napoleòniques es van continuar usant línies disciplinades, fins i tot en la Guerra civil dels Estats Units. D'altra banda, els indígenes americans i africans,(en resum l'exèrcit d'aquelles regions on la industrialització no havia arribat) no lluitaven en línies, sinó que utilitzaven en el seu lloc mètodes de guerrilla. Fins aquest període la cavalleria va tenir una gran importància i a partir d'aquesta època amb l'aparició de nous fusells i rifles més precisos i fàcils de carregar la cavalleria anirà desapareixent.

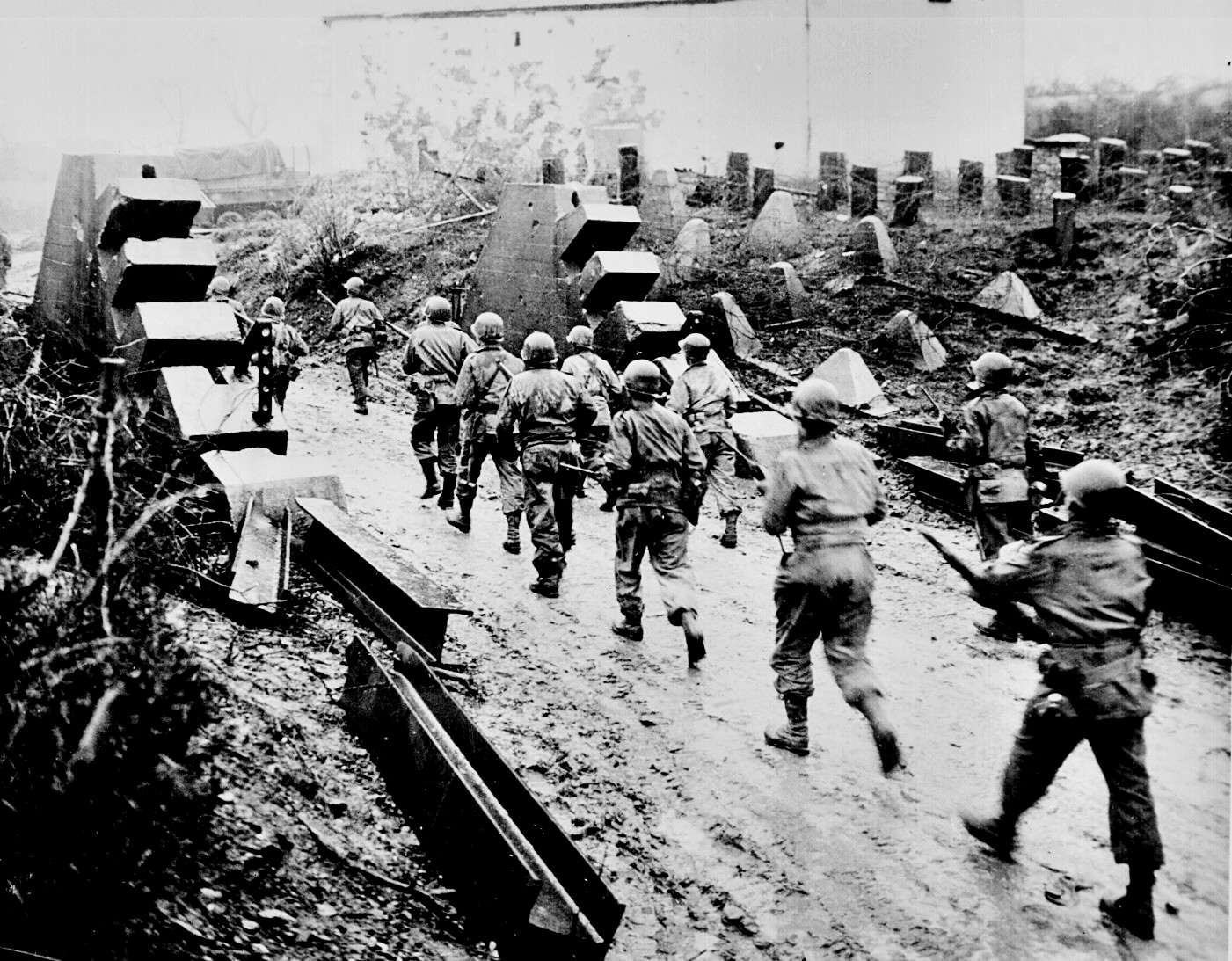
Tropes nord-americanes a la Segona Guerra Mundial.

Més tard, durant la Primera Guerra Mundial, es va imposar un nou estil denominat guerra de trinxeres. Després li va seguir la ràdio, per a la comunicació entre batallons i ja al final d'aquesta guerra, la guerra química també va emergir amb l'ús de gas verinós a causa del fet que era més dens que l'aire i penetrava en les trinxeres. En la Segona Guerra Mundial, l'ús de divisions més petites, pelotons i companyies, van cobrar molta més importància com cossos d'operacions precises i vitals. En lloc de la guerra de trinxeres tancada de la Primera Guerra Mundial, durant la Segona Guerra Mundial una xarxa dinàmica de combats tenia lloc on grups petits es trobaven amb altres pelotons emperò els russos són recordats en aquella guerra pels seus devessalls des soldats quasi desarmats. Com a conseqüència, les brigades d'elit van passar a ésser unitats reconegudes i distingides.
- Vehicles

Els vehicles de guerra també s'han desenvolupat i han evolucionat ràpidament en l'últim segle, amb l'adveniment del tanc, que va poder reemplaçar els canons arcaics de l'època de la Il·lustració a més del fet que tenien una gran mobilitat. Des de llavors, l'artilleria ha anat reemplaçant gradualment a l'ús de tropes frontals. Actualment, les batalles modernes mantenen un estil semblant al que imperava durant la Segona Guerra Mundial, encara que s'han anat agregant els últims avanços tecnològics. El combat indirecte a través de l'ús d'avions i míssils ha substituït una gran part de les batalles amb tropes de les guerres, els únics xocs frontals de tropes es produeixen a les ciutats.

## Diferències entre les batalles navals en la història
Una diferència significativa entre les batalles navals modernes i les primeres formes de combat naval és l'ús d'infanteria de marina, el que va introduir la guerra amfíbia. Avui, la infanteria de marina és, de fet, un regiment de la infanteria que algunes vegades lluita solament en terra i no roman durant molt temps vinculat a la marina.

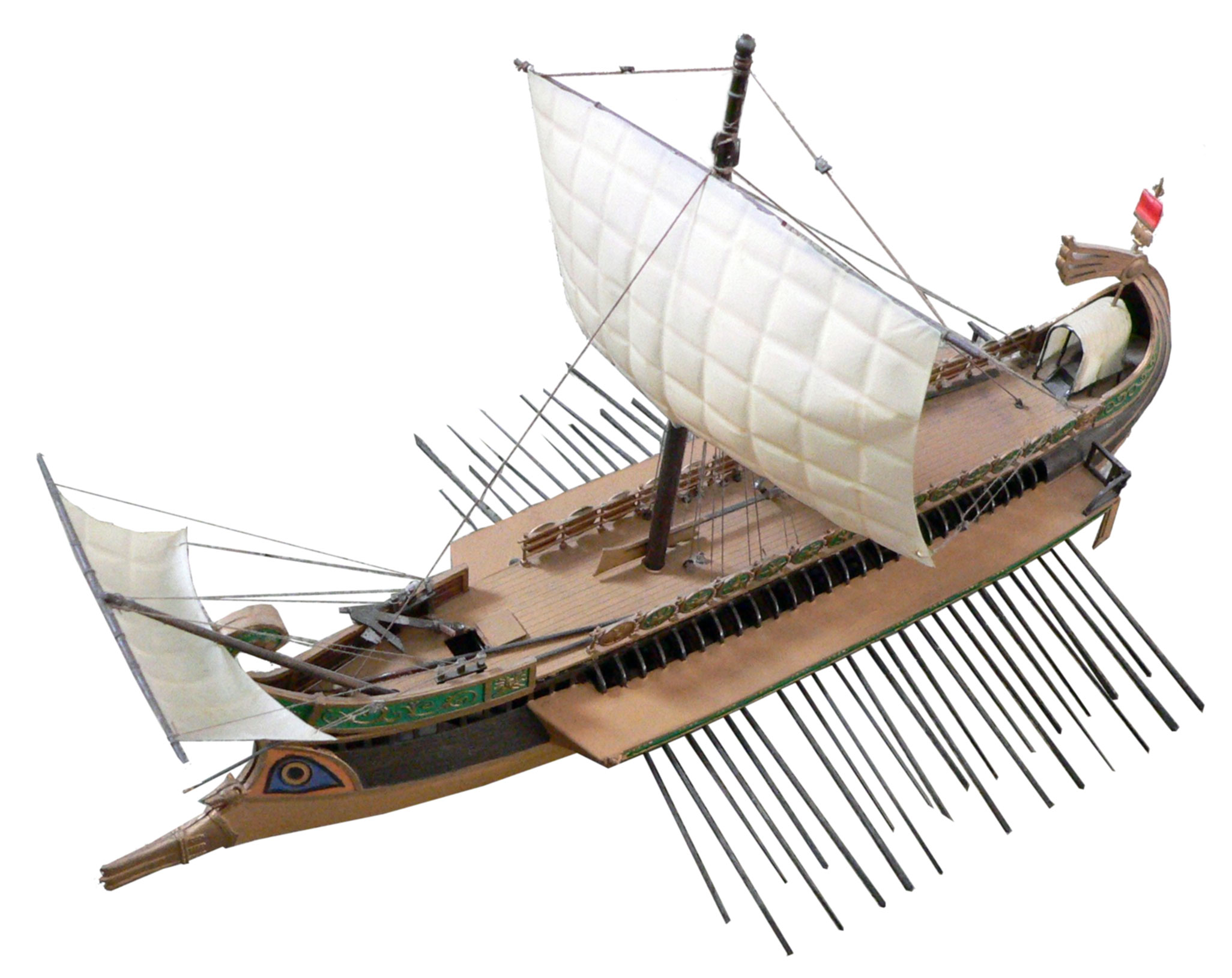
Trirrem romà amb ariet a proa.

En la majoria de batalles navals antigues l'enfrontament era portat a terme per vaixells molt ràpids i maniobrables que usaven un ariet en la proa amb la finalitat de xocar amb els vaixells enemics i enfonsar-los, o bé maniobraven ràpidament per a col·locar-se prou a prop com per a permetre un abordatge i entrar així en combat cos a cos. A principis de l'edat mitjana es va utilitzar el foc grec pels romans d'Orient, amb la finalitat d'incendiar a distància les flotes enemigues, aquest foc tenia la característica de què no s'apaga amb aigua. Altre tipus de vaixells en l'antiguitat foren els de demolició que utilitzaven el mètode de xocar i explotar violentament contra els vaixells enemics. Amb la invenció dels canons, els vaixells de guerra van passar a tenir una utilitat addicional com unitats de suport per a la guerra terrestre.

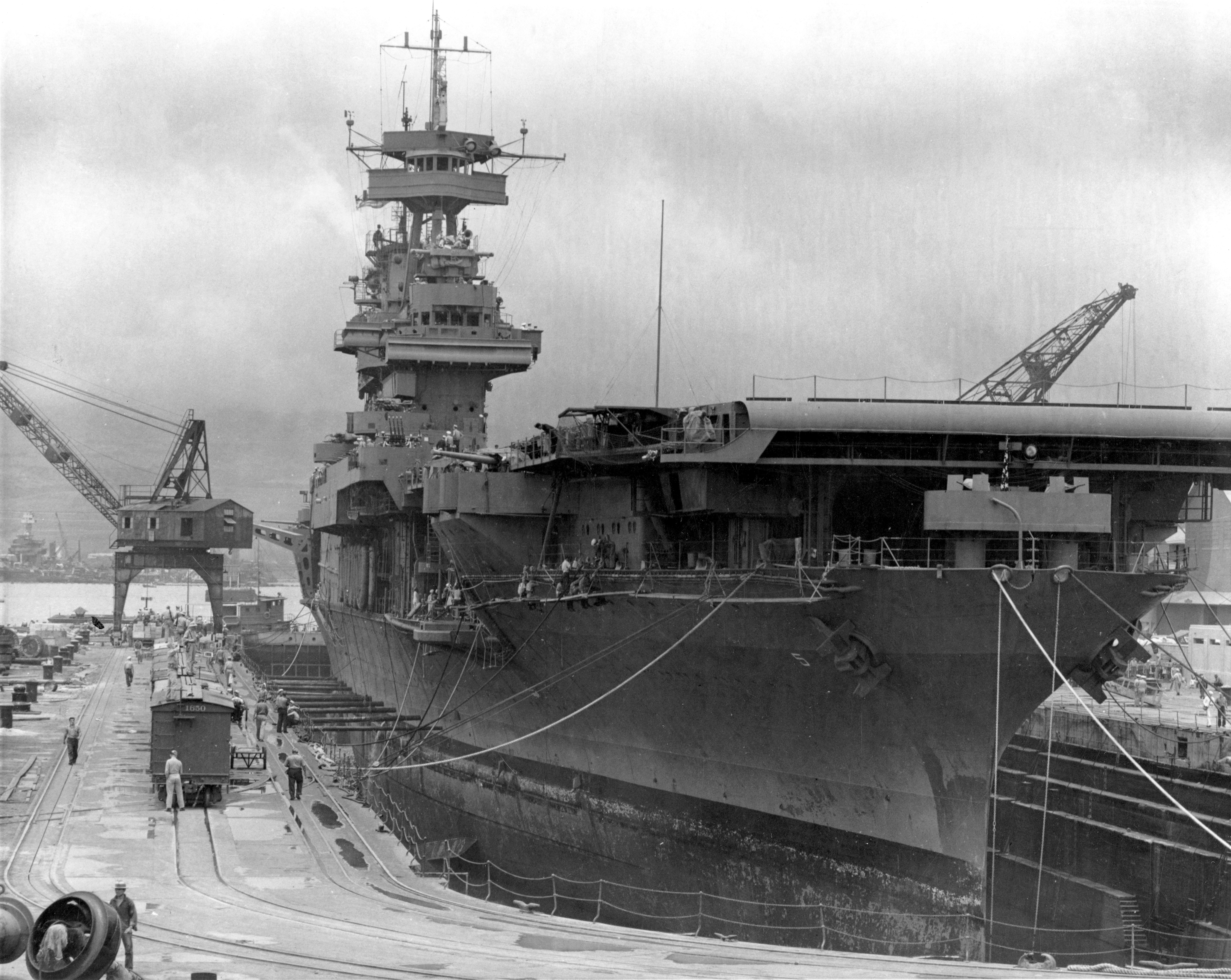
Portaavions USS Yorktown (CV-5).

A poc a poc els vaixells de vela van desplaçar als que eren moguts per rems i fins i tot als mixtes. Això va provocar un important canvi d'estratègies, ja que el moviment dels vaixell depenia absolutament del vent. Curiosament amb l'arribada del vaixell de vapor i, per tant, de l'autònomia del moviment, es van tornar a copiar les estratègies de l'antiguitat.
Durant el segle xix, primer a França amb el disseny de Dupuy de Lôme i després durant la Guerra Civil dels Estats Units, es van utilitzar per primera vegada els vaixells cuirassat, els quals eren capaços de suportar els impactes dels canons de l'època i que ràpidament van desbancar i van deixar obsolets als vaixells sense blindatge. Més tard es va generalitzar l'ús del submarí, els quals van tenir un paper molt important des de la Primera Guerra Mundial, en especial els alemanys, cosa que va provocar noves estratègies en la guerra naval. Un altre vaixell que també va canviar significativament la guerra en el mar va ser el portaavions el qual va ser un factor decisiu durant la Segona Guerra Mundial, especialment en el Pacífic.

## Diferències entre les batalles aèries en la història

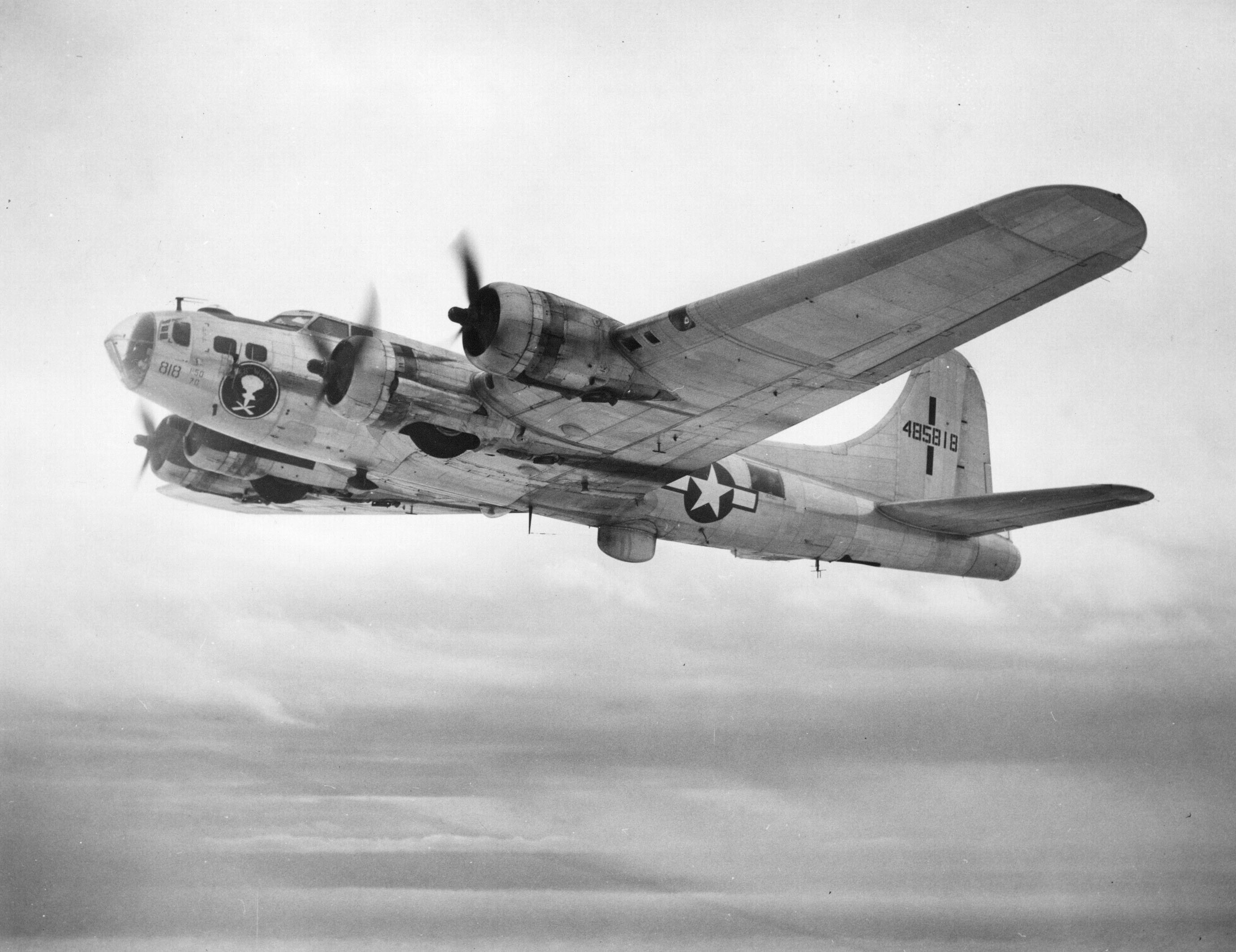
Bombarder B-17 Flying Fortress utilitzat durant la Segona Guerra Mundial.

Encara que l'aviació és un descobriment molt recent, ha tingut una gran evolució. De fet, però, Napoleó ja utilitzava globus aerostàtics per espiar les tròpes enemigues. Posteriorment, els primers avions eren utilitzats com unitat de suport per als enfrontaments terrestres o navals en la Primera Guerra Mundial, de fet, també van començar sent utilitzats com a unitat de reconeixement, però molt ràpidament també de bombardeig a petita escala, amb una eficacia reduïda, ja que el llançament de bombes era molt limitat, fins i tot, inicialment es feia a mà. L'ús de l'aviació en la guerra va passar a ser crucial des de la Guerra Civil espanyola i especialment durant la Segona Guerra Mundial on fins i tot ja sorgiren els primers reactors. El disseny d'avions es va dirigir principalment en dos sentits: els bombarders, capaços de llançar càrregues explosives a blancs terrestres com: edificis, tancs, tropes... o a vaixells; i els interceptors, que eren utilitzats per a derrocar avions enemics o bé per a escoltar als bombarders fins a la seva destinació.
Un altre important avanç en el món de l'aviació va arribar amb el desenvolupament de l'helicòpter, usat per primera vegada de forma massiva durant la Guerra de Vietnam. Actualment l'helicòpter continua a ser àmpliament utilitzat per a transportar unitats terrestres a zones de difícil accés per a un avió a més d'anar equipats amb un armament de darrera tecnologia. Avui dia, els enfrontaments aeris directes són bastant inhabituals. Els interceptors més moderns estan molt més preparats i equipats per a bombardejar blancs terrestres amb gran precisió, que per a enfrontar-se a una altra aeronau en vol. De fet, per a defensar-se dels interceptors enemics el més comú són les bateries antiaèries. Emperò, l'aviació és utilitzada avui en dia com eina principal i fonamental de suport per a l'exèrcit de terra i la marina, com ha quedat patent en l'indispensable ús dels helicòpters per a transportar i donar suport a les tropes, en l'ús dels bombarders com primer atac en molts enfrontaments i en el reemplaçament dels vaixells de guerra per portaavions, que actuen com base aèria mòbil i centre d'operacions.

## Nom de les batalles

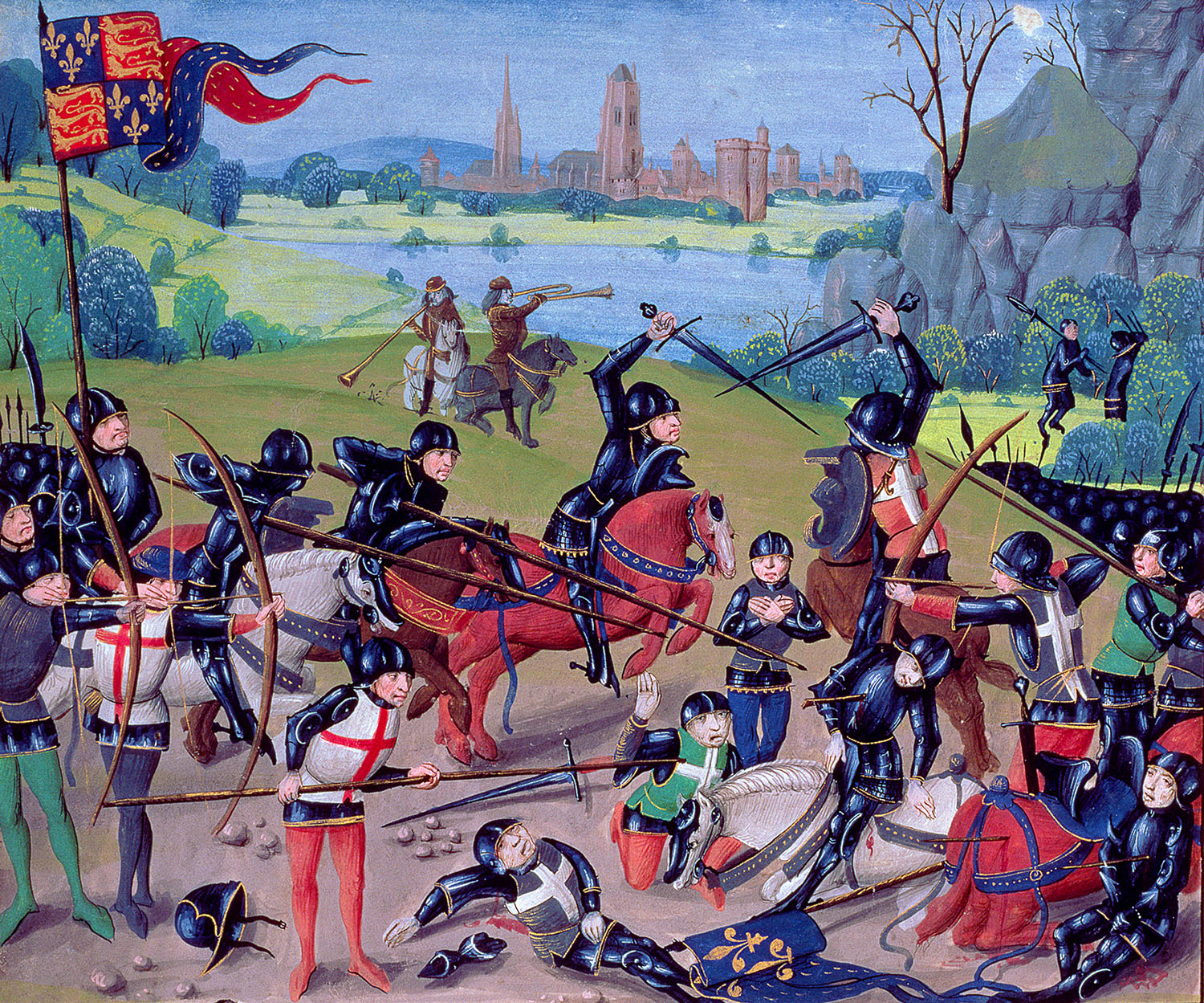
Batalla d'Azincourt

Les batalles gairebé sempre reben el seu nom per alguna característica geogràfica del camp de batalla, com el nom d'una ciutat, d'un bosc o d'un riu. Ocasionalment, les batalles poden rebre el seu nom per la data en la qual va tenir lloc, com El gloriós 1 de juny però no és tan usual.
En l'edat mitjana es considerava molt important escollir un nom adequat per a les batalles, ja que aquests podien quedar immortalitzats pels cronistes. Per exemple, després de la victòria d'Anglaterra sobre l'exèrcit francès el 25 d'octubre de 1415, el rei anglès Enric V d'Anglaterra va quedar amb l'herald major francès per a acordar el nom de la batalla, la qual, per la proximitat del castell, va ser anomenada la batalla d'Azincourt. També s'ha donat el cas que ambdós contendents adopten diferents noms per a la mateixa batalla, com és el cas de la Batalla de Gal·lípoli, que a Turquia és coneguda com la Batalla de Çanakkale. Algunes vegades, en les batalles desenvolupades en deserts i a causa del fet que no hi ha zones properes identificables, s'adopta un nom que coincideix amb les coordenades de la zona en un mapa, com és el cas de la batalla del 73 Est en la Primera Guerra del Golf.
Certs noms d'alguns llocs s'han convertit en sinònims de les batalles que hi van tenir lloc, com és el cas de Paschendaele, Pearl Harbor o El Alamo. Les operacions militars, moltes de les quals acaben en batalla, tenen noms en clau que no tenen per què estar relacionats necessàriament amb el tipus o la localització de l'operació. Algunes d'aquestes operacions que han acabat en batalla han donat el seu nom en clau a la batalla, com és el cas de l'Operació Horta i l'Operació Rolling Thunder.
Quan en un camp de batalla s'ha esdevingut més d'una batalla del mateix conflicte, es fan distincions amb nombres ordinals com, per exemple, la Primera i la Segona batalla de Bull Run. Un cas extrem d'aquesta situació es pot observar en les dotze Batalles de l'Isonzo – Primera a Dotzena – entre Itàlia i l'Imperi Austrohongarès, durant la Primera Guerra Mundial. Algunes batalles són anomenades segons les conveniències dels historiadors militars per tal d'ordenar i distingir els períodes dels combats entre si. Després de la Primera Guerra Mundial, es formà un Comitè de Nomenclatura de batalles britànic amb l'objectiu d'anomenar totes les batalles i accions ocorregudes durant la guerra.
Molt de combats són a una escala massa petita per merèixer un nom. Els termes com: acció, assalt o patrulla ofensiva són utilitzats per descriure combats més petits. Aquests combats solen ésser dins una altra batalla, i encara que tenguin objectius concrets no sempre són decisius. Després de la batalla de Waterloo alguns oficials britànics dubtaven si els esdeveniments mereixien el títol de "batalla" o només d'"acció".

## Efectes d'una batalla
Les batalles tenen efectes a nivell individual (personal), com a nivell global (polític). Els efectes d'una batalla a nivell personal poden ésser o bé psicològics o bé físics. Els efectes psicològics poden provocar trastorns mentals greus en aquells individus que hagin passat per situacions dramàtiques en un conflicte. Per exemple, hi ha molt d'individus que sofreixen malsons recurrents o reaccions anormals amb cert tipus d'imatges o sons. Els efectes físics són aquells que només afecten a la integritat física d'un individu com cicatrius, amputacions, lesions, pèrdua d'audició ceguera o paràlisis.
L'efecte en l'àmbit polític també és evident. Quan un bàndol venç en una batalla decisiva pot aconseguir la capitulació de l'enemic forçant-lo a sotmetre's als interessos del vencedor. Les batalles que han tengut lloc en guerres civils han decidit el destí de monarques i de faccions polítiques enfrontades (Guerra civil espanyola). Per acabar, les batalles poden començar o finalitzar guerres com la batalla de Waterloo.